# أنطون زينكوفسكي
أنطون زينكوفسكي (مواليد 14 أبريل 1996) هو لاعب كرة قدم روسي يلعب في مركز الوسط المهاجم في نادي كريليا سوفيتوف سامارا.

## روابط خارجية
- أنطون زينكوفسكي على موقع قاعدة بيانات كرة القدم.إي يو (الإنجليزية)
- أنطون زينكوفسكي على موقع ناشيونال فوتبول تيمز (الإنجليزية)
- أنطون زينكوفسكي على موقع Soccerway.com (الإنجليزية)
- أنطون زينكوفسكي على موقع عالم كرة القدم.نت (الإنجليزية)